# چکیاکی، وئیودشیپ لوبلین
چکیاکی، وئیودشیپ لوبلین (به لاتین: Trzeciaki, Lublin Voivodeship) یک سکونتگاه مسکونی در لهستان است که در Gmina Tyszowce واقع شده‌است.